# 1990-ті в музиці

## 1990
|  |

Події:
Твори:

музичні альбоми: див. Категорія:Музичні альбоми 1990

сингли: див. Категорія:Сингли 1990
Померли:
- Віктор Цой
- Зарі Елмасян

## 1991
|  |

Події:
- Засновано британський гурт «Cradle of Filth»;
- Засновано данський рок-гурт «Kashmir»;
- Засновано французький камерний хор «Accentus»;

Твори:
- А.Шнітке — опера «Життя з ідіотом»

музичні альбоми: див. Категорія:Музичні альбоми 1991
- Nirvana — альбом Nevermind
- The Black Album — найкасовіший альбом Metallica
- Воплі Відоплясова — альбом «АБО-АБО»
- Брати Гадюкіни — альбом «Ми — хлопці з Бандерштадту»

сингли: див. Категорія:Сингли 1991
Померли:
- Майлз Девіс, джазовий трубач
- Стен Гетц, саксофоніст
- Брюс Габбард, американський оперний баритон.

## 1992
|  |

Події:
Твори:

музичні альбоми: див. Категорія:Музичні альбоми 1992
- R.E.M. — альбом Automatic for the People
- Ministry — альбом Pslam 69

сингли: див. Категорія:Сингли 1992

Померли:
- Крук Януш, один із лідерів гурту «2 плюс 1»
- Георгій Майборода, український радянський композитор
- Олів'є Мессіан

## 1993
|  |

Події:
- Засновано фінський віолончельний метал-гурт Apocalyptica

Твори:

музичні альбоми: див. Категорія:Музичні альбоми 1993
- Ace of Base — альбом «The Sign»
- Deep Purple — альбом «The Battle Rages on…»

сингли: див. Категорія:Сингли 1993
Народились:
- Еріка Вікман, фінська співачка й авторка пісень.

Померли:
- Діззі Гіллеспі, джазовий трубач

## 1994
|  |

Детальніші відомості з цієї теми ви можете знайти в статті 1994 у музиці.
Події:
Твори:
- А.Шнітке — Симфонія № 8

музичні альбоми: див. Категорія:Музичні альбоми 1994
- Portishead — альбом Dummy
- Green Day — альбом Dookie
- Воплі Відоплясова — альбом «Країна мрій»

сингли: див. Категорія:Сингли 1994
Померли:
- Вітольд Лютославський, польський композитор
- Курт Кобейн, фронтмен рок-гурту "Nirvana"

## 1995
|  |

Події:
Твори:

музичні альбоми: див. Категорія:Музичні альбоми 1995
- Radiohead — The Bends
- Scooter — альбом «...And The Beat Goes On!»
- Ace of Base — альбом The Bridge
- Скрябін — альбом «Птахи»

сингли: див. Категорія:Сингли 1995
Померли:
- П'єр Шеффер, французький композитор, один з піонерів електронної музики
- Назарій Яремчук, український співак

## 1996
|  |

Події:
- створено фінський метал-гурт «Nightwish»;
- створено нідерландський музичний гурт «Within Temptation»;
- створено французький гурт «Gojira»;
- створено італійський ню-метал/репкор гурт «Addiction Crew»;
- створено білоруський паган-металевий гурт «Znich».

Твори:
- Іван Карабиць — Концерт-триптих для струнних
- Сергій Ярунський — Містерія-буф № 1: «Мерзота», «Бридота», «Гидота»

музичні альбоми: див. Категорія:Музичні альбоми 1996
- Scooter — альбоми «Our Happy Hardcore», «Wicked!»

сингли: див. Категорія:Сингли 1996
Померли:
- Люба Велич — оперна співачка.

## 1997
|  |

Події:
- Засновано британо-американський фольк-рок-гурт Blackmore's Night
- Засновано французький рок-гурт Phoenix

Твори:
- В.Сильвестров — симфонія № 6

музичні альбоми: див. Категорія:Музичні альбоми 1997
- Radiohead — альбом OK Computer
- Scooter — альбом «Age Of Love»
- The Hives — «Barely Legal»
- Rammstein — «Sehnsucht»
- Воплі Відоплясова — альбом «Музіка»
- Ірина Білик — альбом «Фарби»
- Океан Ельзи — альбом «Там, Де Нас Нема»
- Скрябін — альбоми «Казки» та «Мова риб(1997)»

сингли: див. Категорія:Сингли 1997
Померли:
- Майкл Хатченс — соліст австралійського рок-гурту «INXS»
- Святослав Ріхтер — радянський піаніст

## 1998
|  |

Події:
- був створено гурт Gorillaz
- був створений гурт 30 seconds to Mars
- створено гурт Тиранія
- засновано американський рок-гурт Evanescence

Твори:

музичні альбоми: див. Категорія:Музичні альбоми 1998
- Scooter — альбом «No Time To Chill»
- The Cardigans — «Gran Turismo»
- Скрябін — альбом «Танець пінгвіна»
- Юрко Юрченко — альбом «Я йду [Архівовано 24 квітня 2022 у Wayback Machine.]»

Померли:
- Тодд Дункан — американський оперний співак-баритон й актор.
- Георгій Свиридов — російський композитор
- Володимир Симоненко — український джазовий піаніст
- Альфред Шнітке — російський композитор

## 1999
|  |

Події:
- Створено американський гурт Ill Niño.
- Створено білоруський гурт ZM99.
- Проведено музичний тур Family Values Tour.

Твори:

музичні альбоми: див. Категорія:Музичні альбоми 1999
- Modern Talking — альбом «Alone»
- Scooter — альбом «Back To The Heavyweight Jam»
- The Cranberries — альбом «Bury the Hatchet»
- Скрябін — альбоми «Хробак», «Технофайт(1999)» та «Еутерпа»

сингли: див. Категорія:Сингли 1999
Померли: